# Бои на ивангородском направлении (1915)
Бои на ивангородском направлении — наступление в июле — августе 1915 года австро-германской армейской группы Войрша с задачей выхода на рубеж Вислы и её последующего форсирования, а также взятия Ивангородской крепости.

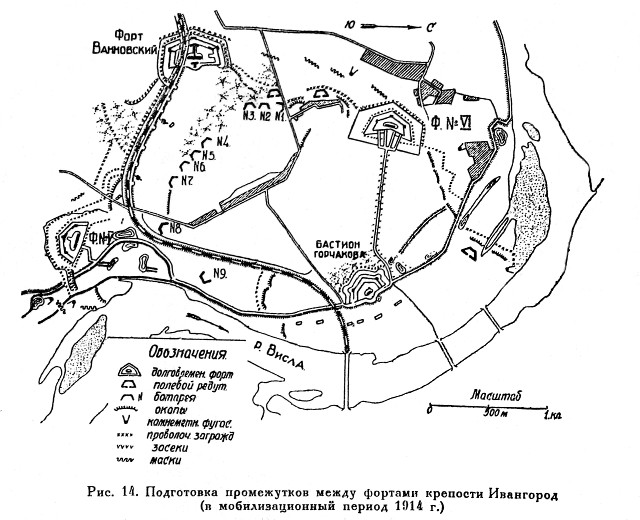
Схема крепости в 1914 г.

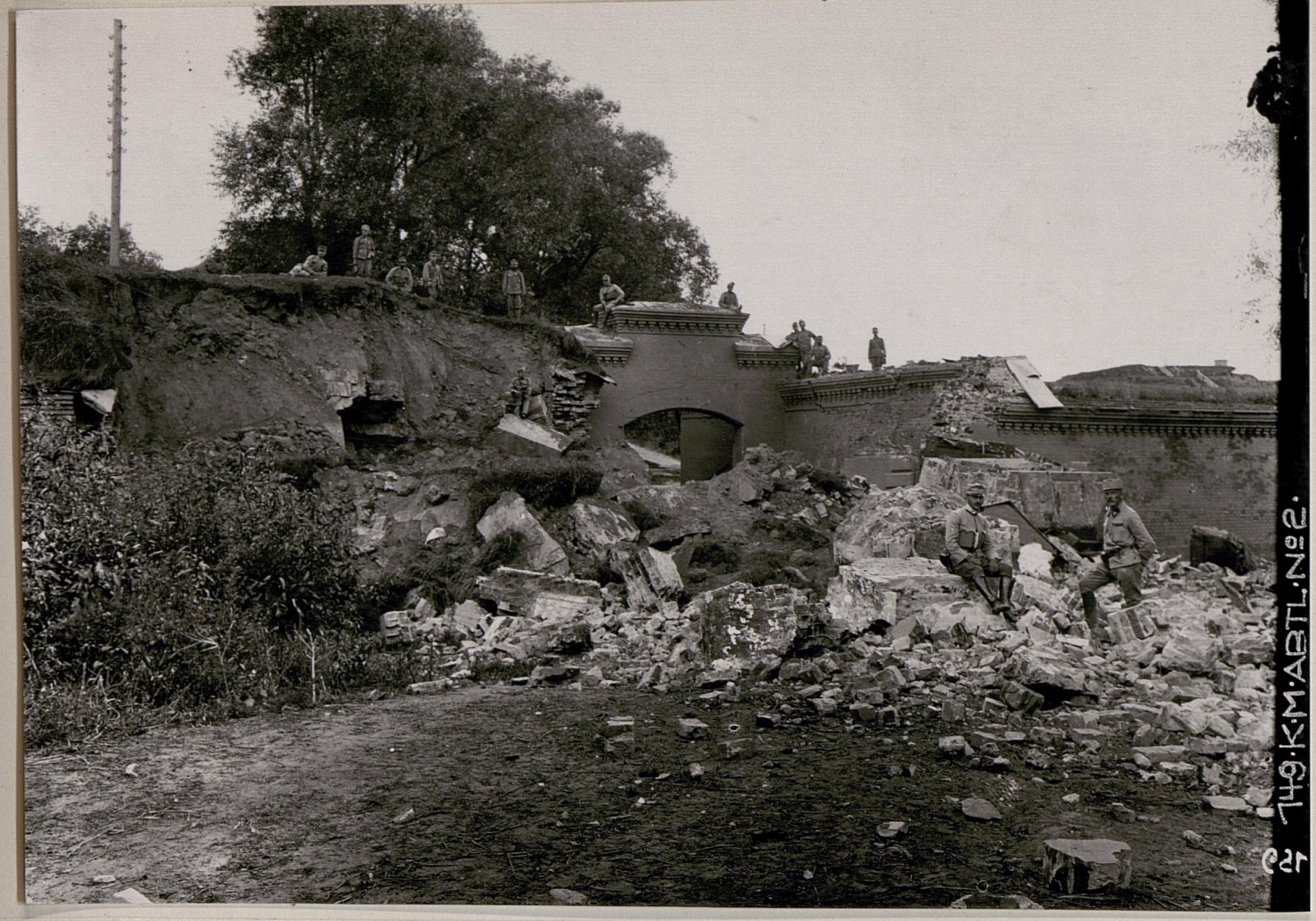
Взораванный форт «Ванновский»

## План наступления
После Красникского сражения 18—25 июня (1—8 июля) австро-германское командование решило продолжать наступление в северном направлении. Для продолжения наступления Макензен, группа армий которого теперь состояла из 41 пехотной и 5 кавалерийских дивизий, 11 июля получил приказ атаковать между Вислой и Бугом силами 4-й, 11-й и Бугской армий. 1-я армия, также подчинявшаяся ему, должна была обеспечивать прикрытие на востоке.
В рамках этого наступления армейская группа фон Войрша, состоявшая всего из пяти пехотных и двух кавалерийских дивизий, должна была наступать сильным правым крылом на левом берегу Вислы. На обширном пространстве между Вислой и Пилицей группе Войрша противостояли всего два корпуса (16-й армейский и Гренадерский)) 4-й русской армии и фланговая дивизия 2-й армии, в общей сложности около пяти пехотных и полутора кавалерийских дивизий. Учитывая такое распределение сил, командование союзных армий вполне могло надеяться, что запланированное Войршем наступление легко увенчается успехом и что затем он быстро продвинется к Ивангородской крепости.

## Ход наступления
Весь день 16 июля по позициям русского Гренадерского корпуса велся непрерывный артиллерийский огонь. Рано утром 17 июля немецкий Ландверный корпус Кёнига, усиленный дивизией Бредова, начал атаки и к вечеру в районе Сенно и южнее Жечнюва достиг прорыва шириной 10 км и глубиной 6 км. 18 июля двинулись в наступление уже оба крыла Войрша. Австро-венгерская группа Кёвесса (35-я пехотная и 9-я кавалерийская дивизии) атаковала 16-й русский корпус В. Н. Клембовского. Однако русским удалось остановить продвижение австрийской кавалерии на Едльню. В ночь на 19 июля корпус Кёнига штурмовал Цепелюв и Казанув и прочно закрепился на северном берегу Илжанки, создав там плацдарм.
После того как дивизия 2-й армии отступила на северном берегу Пилицы, 16-й русский корпус также отвел свой правый фланг к Высмежице. Корпусу также пришлось отступить перед южным крылом группы Кёвесса (16-я пехотная дивизия) и занять позиции в районе Скарышева.
К вечеру 19 июля три немецкие дивизии захватившие у противника 5000 пленных, фактически вышли на линию Пшиленк — Зволень — Подгора. Утром 20 июля австро-венгерская 16-я пехотная дивизия, оттеснив русских своим левым крылом, вошла в Радом.
К утру 21-го числа Ландверный корпус прорвал русский фронт на Илжанке восточнее Зволеня на ширину 2 км, поэтому командующий 4-й армией генерал от инфантерии А. Е. Эверт приказал отводить войска на Яновец — Козенице, на передовую линию обороны Ивангорода, которая также была оставлена. К вечеру 21 июля 16-й и Гренадерский корпуса отошли на внешние укрепления Ивангорода. Шесть полков вошли в гарнизон крепости, а остальные в ночь на 22 июля постепенно переправились через Вислу. 9 (22) июля комендант крепости А. В. Шварц получил приказ командующего Северо-Западным фронтом генерала от инфантерии М. В. Алексеева начать эвакуацию крепости. Вечером того же дня перед самыми западными укреплениями внешнего обвода крепости появились немцы.

## Переправа через Вислу
Обложение крепости было поручено австро-венгерской группе Кёвесса, а остальная часть армейской группы Войрша (Ландверный корпус и дивизия Бредова) сконцентрировалась ниже Ивангорода вдоль Вислы и стала готовить переправу, которая должна была проводиться на фронте шириной 24 км с основными силами на семи участках в районе Рычиволя и вспомогательной группой на трех участках в районе Магнушева. Чтобы отвлечь противника, австрийская 7-я кавдивизия стала имитировать переправу выше Ивангорода (между Казимежем и Ново-Александрией), и одновременно по всей линии окружения позиции ивангородской крепости были подвергнуты сильному артиллерийскому обстрелу.
Внезапная переправа на понтонах через Вислу, начавшаяся 29 августа, в 1:30 ночи, застала русских врасплох. Первые отряды встретили решительное сопротивление только на двух переправах; на остальных восьми пунктах немцы вышли на берег и немедленно закрепились. Когда с 5 часов утра сильный огонь русской артиллерии временно сделал дальнейшую переправу невозможной, основная часть Ландверного корпуса уже переправилась и обеспечила строительство моста, которое было завершено к востоку от Рычиволя тем же утром, несмотря на артиллерийский огонь. 30 июля немцы продолжили свои усилия по превращению захваченной территории в плацдарм; второй мост был достроен к югу от первого. Закрепившийся на правом берегу Вислы корпус Кёнига в течение нескольких дней находился в очень тяжелом положении, ибо русские войска, осознавшие грозящую им опасность, начали контратаки, особенно из района Папротни.

## Бои за Ивангород
В то время как немецкие войска Войрша удерживали свои позиции в упорных и кровопролитных боях на восточном берегу Вислы, группа Кёвесса готовилась ко взятию ивангородской крепости. Первая атака должна была направлена против западного фронта, поэтому все гаубичные батареи были переданы 35-й пехотной дивизии.
1 августа, после четырехчасовой артиллерийской подготовки, ударная группа из 8,5 батальонов под командованием Подгоранского прорвала сильно укрепленную позицию в Словики-Нове с ее многоэтажными, частично забетонированными опорными пунктами. После упорного боя линия противника в лесу к северу от железной дороги была смята. Северное крыло 16-й пехотной дивизии, а затем и ее центр присоединились к атаке и также вырвали некоторые опорные пункты у стойко оборонявшихся защитников. Было пленено более 2300 человек и захвачено 32 орудий. Прорыв шириной 6 км вынудил русских к второму часу дня отступить на вторую оборонительную позицию.
Так как группе генерала Клембовского не удалось выбить войска Войрша с правого берега Вислы, а Макензен только что добился новых успехов над русскими 3-й и 13-й армиями, решением Алексеева от 3 августа начался отвод 2-й и 4-й армий на правый берег Вислы. Позиции в Ивангороде были оставлены, и защитники, уничтожив крепостные укрепления и мосты, отошли на правый берег реки. В полдень 4 августа были взорваны цитадель и форты правого берега. Попытки австрийцев переправиться в крепости через Вислу были отбиты.